# José María Torroja Menéndez
José María Torroja Menéndez (Madrid, 29 de agosto de 1916 - 29 de diciembre de 1994) fue un astrónomo español.
Doctor en ciencias en la Universidad Complutense de Madrid (1941), con una Memoria sobre la repetición de eclipses en el Observatorio del Ebro. Allí conoció a Antonio Romañá Pujó, con quien creó la Unión Nacional de Astronomía y Ciencias Afines e impulsarían el Observatorio del Teide. En 1945 obtuvo la cátedra de astronomía esférica y geodesia de la Universidad Central de Madrid, donde ideó el Instituto de Astronomía y Geodesia y de la que fue decano de la Facultad de Ciencias y vicerrector.
Contribuyó al cálculo de órbitas de asteroides, a la geodesia y a los eclipses. Inventó una cámara para determinar los contactos interiores de los eclipses de Sol. Fue astrónomo del Observatorio de Madrid, consejero del CSIC y en 1967 fue elegido académico de la Real Academia de Ciencias Exactas, Físicas y Naturales, ingresando en 1969 con el discurso "La Geodesia en la Era del Espacio".

## Obras
- El sistema del mundo desde la antigüedad hasta Alfonso X el Sabio Madrid : Instituto de España, 1980. ISBN 84-85559-09-6